# Agnes Alexiusson
Agnes Alexiusson, född 19 april 1996 i Kungsholms församling i Stockholms län, är en svensk boxare. Hon tävlar i viktklassen -60 kg.

## Biografi
Alexiusson började träna boxning när hon var åtta år gammal, i Värnamo. Hon tävlar för Värnamo BK.
2014 deltog Alexiusson i Olympiska sommarspelen för ungdomar i Nanjing. 2013 tog hon guld i junior-VM i Bulgarien, och 2014 tog hon guld i junior-EM i Italien. Hon har även deltagit i Europeiska spelen 2015, 2019 och 2023, med en tredje plats som bästa resultat 2019. 2019 tog hon SM-guld.
I olympiska sommarspelen 2020 i Tokyo representerade Alexiusson Sverige. Hon gick en match mot Wu Shih Yi från Taiwan, vilken hon förlorade.
I olympiska sommarspelen 2024 i Paris representerar Alexiusson återigen Sverige.